# 클로드 드뷔시 작품 목록
이 문서는 클로드 드뷔시의 작품의 장르별 목록이다. 

## 장르별 목록

### 오페라
- 펠레아스와 멜라장드(1893~1902)

### 관현악곡
- 교향 모음곡 '봄'(1887)
- 교향시 목신의 오후에의 전주곡 (1894)
- 야상곡(1897~9)
- 교향시 바다 (1903~5)
- 리어 왕(1904)
- 관현악을 위한 영상(1902~12, 1905~8, 1905~9)

### 발레
- 유희(1912~3)
- 장난감 상자(1913)

### 협주곡
- 첼로와 관현악을 위한 간주곡(1882)
- 피아노와 관현악을 위한 환상곡(1889~90)
- 알토색소폰과 관현악을 위한 광시곡(1901~11)
- 클라리넷과 관현악을 위한 제1광시곡(1909~10)

### 실내악
- 피아노 3중주 사장조(1879)
- 현악 4중주 사단조(1893)
- 독주 플루트를 위한 시링크스(1913)
- 첼로소나타 라단조(1915)
- 플루트·비올라·하프를 위한 소나타 바장조(1915)
- 바이올린소나타 사단조(1916~7)

### 피아노
- 작은 모음곡(1886~9)
- 2개의 아라베스크(1888, 91)
- 낭만적 왈츠(1890)
- 꿈(1890)
- 베르가마스크 모음곡(1890~1905)
- 피아노를 위하여 (1894~1901)
- 판화 (1903)
- 기쁨의 섬 (1904)
- 영상Ⅰ&Ⅱ (1905, 1907)
- 어린이 차지(1906~8)
- 전주곡Ⅰ&Ⅱ (1909~10):
- 흑과 백 (1915)
- 연습곡(1915)
- 슬픈 노래(1915)

### 가곡
- 5개의 보들레르 시(1887~9)
- 별의 밤(1880)
- 아름다운 저녁 (1880)
- 잊힌 노래 (1885~7)
- 3개의 말라르메 시 (1913)

### 합창
- 칸타타 방탕한 아들 (1884)
- 선택된 여자(1887~8)